# Gobierno y política de San Marino

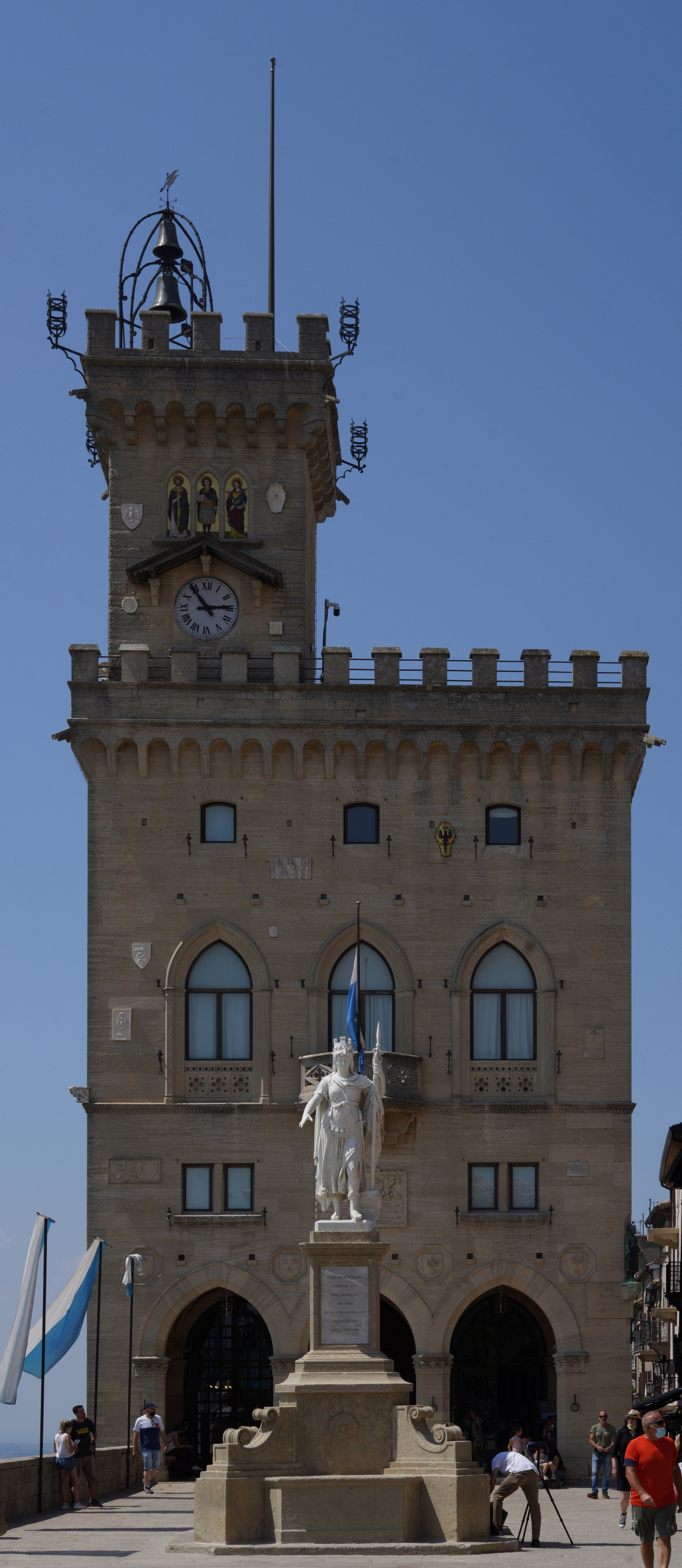
Palazzo Pubblico de San Marino, edificio oficial del gobierno estatal.

El micro-Estado de San Marino fue en principio gobernado por el Arengo, inicialmente formado por los cabezas de familia. En el siglo XIII la institución renunció a sus poderes en favor del Gran Consejo General.  En 1243, los dos primeros capitanes regentes fueron nombrados por ese Consejo y esta forma de nombramiento continúa en uso hoy día.

## Cuerpos legislativos

### El Gran Consejo General  (Consiglio Grande e General)
El Consejo está compuesto por 60 miembros elegidos cada 5 años mediante un sistema de representación proporcional en los nueve castelli.  Estas divisiones administrativas corresponden a las viejas parroquias de la República, y cada uno es gobernado por un Consejo a cuya cabeza está un Capitán elegido cada 5 años. El Gran Consejo General aprueba el presupuesto así como elige a los Capitanes Regentes, como cabezas del Ejecutivo.

### Parlamento y cámara
El Cuerpo legislativo está formado por el Gran Consejo General, el parlamento y una Cámara.  Los miembros del Parlamento son elegidos cada cinco años y se responsabilizan de la legislación, justicia y de resolver los problemas de jurisdicción.  Además se encargan de la elección de los Capitanes Regentes, el Congreso de Estado, el Consejo de los Doce, la Comisión de Asesoramiento .  El Parlamento también se encarga de ratificar los tratados con otros países.  El Parlamento se divide en cinco Comisiones de Asesoramiento compuestas de 15 miembros que estudian, proponen y debaten la incorporación de nuevas leyes que pasarán a ser discutidas en el Gran Consejo General.

## Cuerpos ejecutivos

### Los capitanes regentes
Cada seis meses, el Consejo elige dos Capitanes Regentes para desempeñar la tarea de jefes de Estado.  Los Regentes son elegidos de entre diferentes partidos, con lo cual la Jefatura está equilibrada.  La investidura tiene lugar el 1 de abril y el 1 de octubre de cada año.  Cuando el período termina, los ciudadanos tienen tres días para presentar quejas sobre los actos realizados por los Regentes.  Si son admitidos a trámite, se abre un procedimiento judicial con el exjefe de Estado.
La práctica del gobierno dual, así como la frecuencia de la reelección se derivan directamente de las costumbres de la República Romana. El Consejo es equivalente al Senado romano y los Capitanes Regentes son la moderna versión de los cónsules de la antigua Roma.

### El Congreso de Estado
El Congreso de Estado se compone  de 10 Secretarías que ejercen el poder ejecutivo. Es en realidad un gabinete de ministros.
Las 10 secretarías son:
- Secretaría de Estado para Asuntos Exteriores y Políticos.
- Secretaría de Estado para Asuntos Internos y Defensa Civil.
- Secretaría de Estado de Finanzas, Presupuesto y Programación, Información y Relaciones con la Oficina de Numismática y Filatelia.
- Secretaría de Estado para la Educación, Cultura, Universidad y Justicia.
- Secretaría de Estado para Agricultura, Medio Ambiente y Territorio.
- Secretaría de Estado para la Seguridad Social y Sanidad.
- Secretaría de Estado para el Comercio y Relaciones  con el Consejo Ciudadano.
- Secretaría de Estado para las Comunicaciones, Transporte, Relaciones con la Azienda Autonoma di Stato, Servicio Turismo y Deportes.
- Secretaría de Estado para la Industria y la Artesanía.
- Secretaría de Estado de Trabajo y Cooperación.

## Cuerpos judiciales

### El Consejo  de los Doce (Consiglio dei XII)
El Consejo de los Doce es elegido por el Gran Consejo General para toda la legislatura, sirviendo de cuerpo judicial y también actúa como tercera instancia en la Corte de Apelaciones.  Dos inspectores del gobierno representan al Estado en las cuestiones financieras y patrimoniales.

### Organización judicial
El sistema judicial de San Marino se confía a miembros foráneos tanto por razones históricas como sociales. Los únicos jueces nativos son los Jueces de Paz, quienes sólo pueden llevar causas civiles que no superen los 25 millones de Liras (acerca 13 000 euros).  El Consejo de los Doce sirve como corte de apelación en tercera instancia.

## Partidos políticos
San Marino es una república democrática multipartidista.  Los tres principales partidos políticos son el Partido Demócrata-Cristiano de San Marino (PDCS), el Partido de los Socialistas y Demócratas (PSD), y el Alianza Popular de San Marino (APSM) junto a otros varios más pequeños como la coalición Izquierda Unida de San Marino (IUSM) o el Nuevo Partido Socialista de San Marino (NPSSM). Debido a la pequeña población y territorio del país, es difícil para cualquier partido alcanzar una mayoría absoluta y la mayor parte de las veces se forma una coalición.  Como resultado de las elecciones del 4 de junio del 2006, el PDCS y el PSD ocupan la mayoría de los escaños en el Consejo.
Debido a que el turismo representa más del 50% de la economía, el gobierno ha suprimido los impuestos y los derechos aduaneros, excepto para la venta de monedas y sellos.  Además el gobierno italiano le da a San Marino un presupuesto anual tras el Tratado Básico firmado por ambas partes.

## Asuntos de actualidad
La principal cuestión a la que se enfrenta el actual gobierno son los problemas económicos y administrativos derivados del estatus como enclave italiano de San Marino lo que le lleva a una total dependencia financiera y comercial con el país vecino mientras al mismo tiempo no pertenece a la Unión Europea.  La otra prioridad es incrementar la transparencia y eficacia del Parlamento y sus relaciones con el Gabinete y los Capitanes Regentes. 

## Datos principales
Del CIA World Factbook.
Nombre del País:

Forma larga convencional:
República de San Marino

Forma corta convencional:
San Marino

Forma larga local:
Repubblica di San Marino (RSM)

Forma corta local:
San Marino
Código:
SM
Tipo de Gobierno:
República
Capital:
San Marino
Divisiones administrativas:
9 municipios (castelli, singular - castello); Acquaviva, Borgo Maggiore, Chiesanuova, Domagnano, Faetano, Fiorentino, Montegiardino, San Marino, Serravalle
Independencia:
301 (por tradición)
Fiesta nacional:
Aniversario de la fundación de la República, 3 de septiembre de (301)
Constitutión:
8 de octubre de 1600; La ley electoral de 1926 realiza a veces funciones de constitución.
Sistema legal:
Basado en un sistema de leyes civiles con influencia las italianas. No acepta la jurisdicción del CIJ.
Sufragio:
18 años de edad; universal
Cuerpo ejecutivo:

Jefe de Estado y Jefe de Gobierno:
Capitán Regente Ernesto Benedettini y Capitana Regente Assunta Meloni (para el período del 1 de octubre del 2008 al 1 de abril del 2009). Véase también: Capitán Regente de San Marino.

Secretaría de Estado para Relaciones Exteriores y Política Fiorenzo Stolfi (desde el 27 de julio del 2006)

Gobierno:
Congreso de Estado elegido por el Gran Consejo General por un período de cinco años.

Elecciones:
Los capitanes regentes son elegidos por el Gran Consejo General por un período de seis meses;  la última elección tuvo lugar en 16 de septiembre del 2008 (la próxima será en marzo). La Secretaría de Estado  para Asuntos Exteriores y Políticos es elegida por el Gran Consejo General por un período de cinco años.

nota:
El gran Consejo General elige a dos de sus miembros como Capitanes Regentes.  Ellos presiden las reuniones del Gran Consejo General y su gobierno (Congreso de Estado) que tiene otros diez miembros, todos elegidos por el Gran Consejo, asistindo a los capitanes regentes hay  varias Secretarías de Estado (Relaciones Exteriores, Asuntos Internos y Finanzas etc.), La de Asuntos Exteriores asume las prerrogativas de un primer mininstro.
Cuerpo legislativo:
El unicameral Gran Consejo General o Consiglio Grande e Generale (60 escaños; elegidos por votación popular con 5 años)

elecciones:
La última tuvo lugar el 4 de junio del 2006

Resultados electorales de las elecciones anteriores:
porcentaje de votos por partido  - PDCS 32,91%, PSD 31,83%, APSM 12,05%, IUSM 8,67%, NPSSM 5,41%, NS 2,53%; escaños por Partido - PDCS 21, PSD 20, APSM 7, IUSM 5, NPSSM 3, NS 1
Cuerpo judicial:
Consejo de los Doce o Consiglio dei XII
Partidos Políticos y dirigentes:
Refundación Comunista o RC (Giuseppe Amichi); Movimiento Democrático o MD (Emilio Della Balda); Partido Demócrata-Cristiano de San Marino o PDCS (Cesare Antonio Gasperoni, secretario general); Acción Popular Democrática de San Marino o APDS (Antonella Mularoni); Partido Progresista Democrático de San Marino o PPDS (Stefano Macina, secretario general); Partido Socialista de San Marino o PSS (Maurizio Rattini, secretario general); Socialistas para la Reforma o SR (Renzo Giardi)
Participación en Organizaciones Internacionales:
Consejo de Europa, Comisión Económica para Europa de las Naciones Unidas, IATA: MAD, OACI, Tribunal Penal Internacional, ICFTU, Cruz Roja, IFRCS, ILO, Fondo Monetario Internacional, IOC, IOM (observador), ITU, OPCW, Organización para la Seguridad y Cooperación en Europa, Naciones Unidas, UNCTAD, Unesco, UPU, WHO, WIPO, WToO.